# Itália nos Jogos Olímpicos de Inverno de 1948
A Itália mandou 57 competidores que disputaram nove modalidades nos Jogos Olímpicos de Inverno de 1948, em St. Moritz, na Suíça. A delegação conquistou 1 medalha no total, sendo uma de ouro.